# Asadollah Alam
Asadollah Alam (lyssna (fil)), född 1919 i Birjand i Persien, död 14 april 1978 i New York i USA, var en iransk politiker och landets premiärminister 1962-1964. 

## Karriär
Asadollah Alam var barndomsvän till shahen och fick sin tidiga utbildning vid en brittisk skola i Iran. Hans far var en stor jordägare i Birjand i södra Khorasan. Vid faderns död övertog sonen dennes jordegendomar. Han gifte sig med Malektaj Qavam, dotter till Qavamolmolk Shirazi, och paret fick två barn tillsammans.

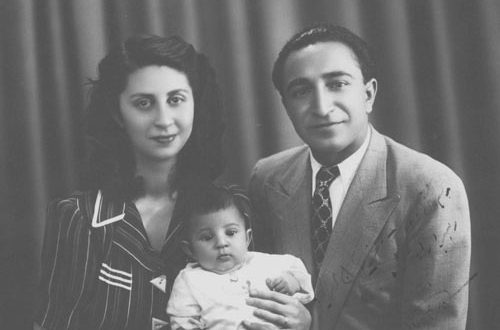
Asadollah Alam med hustrun Malektaj Qavam och deras första dotter Rudabeh

Alam var en av de ministrar som satt längst på olika ministerposter under shahens regeringstid. 1953 deltog han i den statskupp som avsatte premiärminister Mohammad Mosaddegh.
Alam var inrikesminister 1957 och innehade även många andra uppdrag. Samma år grundade han Folkpartiet (Mardom) och 1962 efterträdde han Ali Amini som Irans premiärminister. 1964 efterträddes han själv som premiärminister av Hassan Ali Mansur.
Under hans tid som premiärminister sjösattes många reformer inom ramen för Mohammad Reza Pahlavis s.k. Vita revolution. Bland dessa reformer kan nämnas tidigare omnämnda jordreformen och ökad frihet för kvinnorna. Som en del av jordreformen i landet delade han själv ut jord som tillhörde hans egendomar till jordlösa. 
Alam drabbades av cancer i slutet av 1960-talet, och denna sjukdom tvingade honom 1977 att lämna ämbetet som minister vid hovet som han innehade. Han avled i New York 1978, mitt under den iranska revolutionen. Några år efter hans död gavs postumt hans memoarer ut, i vilka han inte minst berättade om åren med shahen, som var hans nära vän livet ut. Han är begravd i staden Mashhad i Iran.

## Utmärkelser
- Kommendör med stora korset av Vasaorden, 24 november 1970.[2]
- Storkorset av första klassen av Förbundsrepubliken Tysklands förtjänstorden.